# Escola Estadual Rodrigues Alves
A Escola Estadual Rodrigues Alves é uma escola pública que foi fundada em 1909, dez anos antes da inauguração do prédio onde se localiza atualmente, projetado pelo arquiteto brasileiro Francisco Ramos de Azevedo, em 1909. A escola, que leva o nome do quinto presidente do Brasil, Rodrigues Alves, que governou de 1902 a 1906 e morreu no ano da abertura da escola, no dia 16 de janeiro, é atualmente a única instituição de ensino da rede pública da Avenida Paulista, no número 227, na capital de São Paulo, Brasil, a uma distância aproximada de 300 metros da Estação Brigadeiro, da Linha 2 do Metrô de São Paulo. Além disso, o prédio passou a ser um patrimônio histórico a partir do processo de tombamento realizado pelo CONDEPHAAT (Conselho de Defesa do Patrimônio Histórico, Arqueológico, Artístico e Turístico).
O prédio, de utilização institucional e propriedade do Governo do Estado de São Paulo, abriga a escola que era conhecida antigamente como Grupo Escolar da Avenida Paulista ou Grupo Escolar Rodrigues Alves, assim como eram conhecidas outras escolas no começo do século XX. O professor Donizete Hernandes Leme é o diretor da escola.

## História
O primeiro nome foi Escolas Reunidas da Avenida Paulista, depois passou, então, a se chamar Grupo Escolar Rodrigues Alves e atualmente é conhecida por Escola Estadual Rodrigues Alves. Através do decreto nº 248, do dia 26 de julho de 1894, que aprovou o Regimento Interno das escolas públicas, criou-se um novo modelo de escolas, os grupos escolares. 
“Artigo 81 - Nos lugares em que,  em virtude de densidade da população, houver mais de uma escola no raio fixado para a obrigatoriedade, o Conselho Superior poderá fazê-las funcionar em um só prédio para esse fim construído ou adaptado.
§ 19. Tais escolas terão a denominação de Grupos Escolares com a sua respectiva designação numérica em cada localidade.  
§ 29. Por deliberação do Conselho os Grupos Escolares poderão ter denominações especiais, em homenagem aos cidadãos que por ventura concorram com donativos importantes para o desenvolvimento da educação popular, principalmente no que se refere reunião das escolas.
Artigo 82 - Cada Grupo Escolar poderá comportar a lotação de 4 a 10 escolas isoladas no máximo e será regido por tantos professores quantos forem os grupos de 40 alunos e pelos adjuntos que forem necessários à diretoria
§  19. Podem funcionar no mesmo edifício escolas do sexo masculino e do feminino, havendo completa separação de sexos. 
§ 29. Nos “grupos escolares”, os alunos serão distribuídos em 4 classes para cada sexo, correspondentes ao 1, 2, 3 e 4 anos do curso preliminar".”

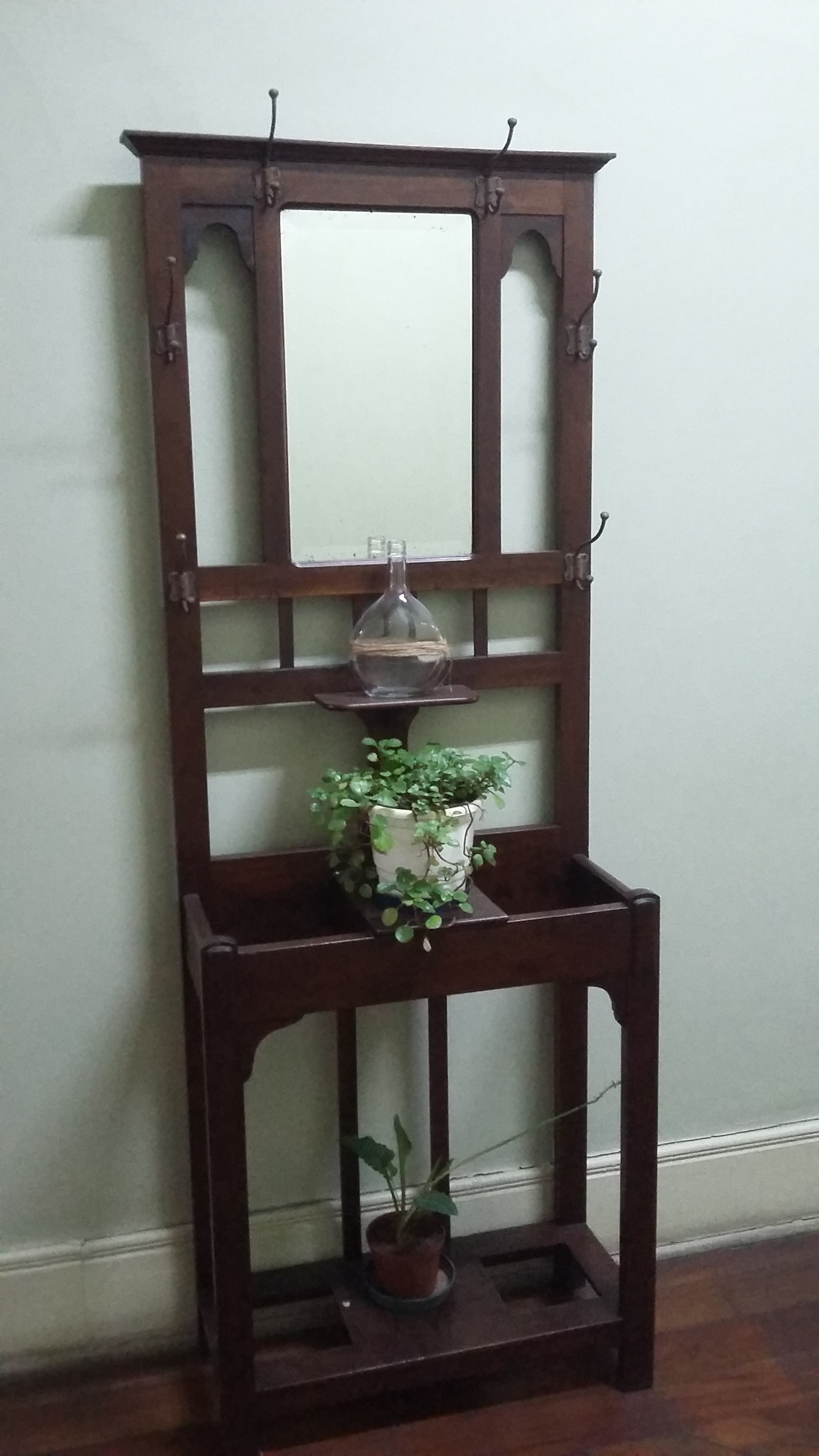
Móvel antigo da Escola Estadual Rodrigues Alves.

O prédio não era próprio, e ficava na esquina da Avenida Paulista com a Rua Pamplona, em um espaço alugado onde o governo era quem pagava o valor ao proprietário. Para resolver esse problema, mudou-se posteriormente para o endereço atual, esquina da Avenida Paulista com a Rua Teixeira da Silva, em 1919. Além disso, de acordo com informações do livro do processo de tombamento histórico, o Grupo Escolar da Avenida funcionava das 08h00 ao 12h00 e de 12h30 às 16h30, educando todos os dias cerca de 200 alunos, de acordo com informações do livro do processo de tombamento histórico. Atualmente, a escola tem 2 600 alunos.
A escola é composta por dois prédios, o prédio antigo e o novo, ambos com dois pavimentos, este último com uma quadra de esportes. O prédio tombado tem pisos e escadas de madeira, portas grandes de madeiras com vidros, vitrais coloridos e alguns móveis antigos espalhados pela escola, como um piano. 
Em 1932, a escola abriu as portas para proteger crianças e soldados da Revolução Constitucionalista de 1932 debaixo de seu teto.
Já em 1960, com a supervisão da AACD (Associação de Assistência à Criança Defeituosa), abriu-se quatro classes especiais destinadas à crianças com deficiência física.
Em 1983, houve um reforma na lateral da Escola Estadual Rodrigues Alves, foi construído um pequeno espaço para zeladoria, mas cuja aceitação não se deu pelo CONDEPHAAT, o qual pediu a demolição da pequena área. A justificativa foi que a construção prejudicaria, de acordo com documentos do processo de tombamento, “sensivelmente a realização de (...) obras de recuperação do citado edifício”, porém reconhecendo que se houvesse necessidade, a ampliação da zeladoria deveria seguir os caminhos da recuperação.
Entre julho de 2003 a 2005, aconteceu a restauração do prédio que foi patrocinada pelo Banco Real, atualmente pertencente ao Banco Santander, trocaram-se as janelas, instalações elétricas e hidráulicas, grades e a pintura. O investimento foi de 5 milhões de reais. Aqui, mais uma curiosidade: as tintas tiveram que ser importadas da Itália, pois não havia no Brasil cores que se aproximavam do amarelo original. Ademais, a restauração foi gerenciada pela empresa especializada em restauração FormArte, a qual inclusive realizou um projeto de recuperação da memória da escola com um programa de educação patrimonial.

## Contexto histórico

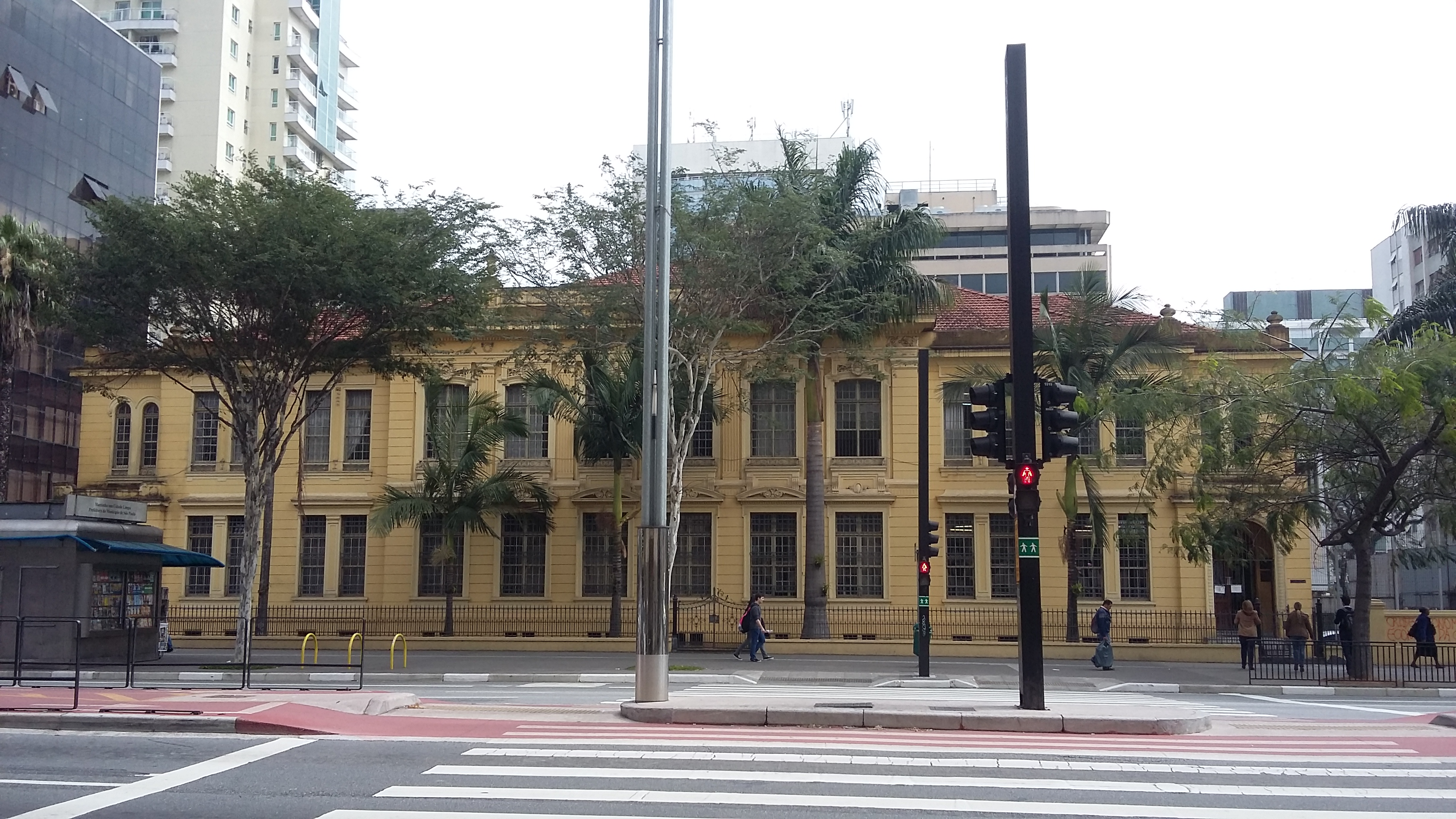
Fachada da Escola Estadual Rodrigues Alves com recuo.

Do século XIX para o século XX, criou-se uma nova concepção de espaço urbano. A cidade de São Paulo estava rompendo com a dinâmica de vila colonial, pois as famílias das oligarquias cafeeiras que haviam enriquecido até a o começo da década de 1930, que tem seu declínio concretizado quando Getúlio Vargas chega ao poder e começa uma fase de industrialização, agora se aproximam das recentes cidades urbanas para construir os famosos casarões. 
Nesse caso, era a burguesia emergente que se consolidava e se aproximava da cidade de São Paulo, a qual nascia como um polo comercial, financeiro e econômico. Além disso, com o declínio do período do café, muitas famílias cafeeiras da Primeira República viram o mercado imobiliário como um alternativa às aplicações financeiras e econômicas que estavam direcionadas até então no mercado cafeeiro. É dessa lógica que nascem alguns bairros como Campos Elíseos, Higienópolis, Santa Cecília e Brás, da construção de uma nova cidade acompanhando uma nova onda econômica, financeira e política no país. 
Além disso, as influências de concepção de cidade europeias também contribuíram para esse movimento da cidade de São Paulo. As ruas largas, arborizadas, com recuos significativamente grandes para envolver os jardins frontais são algumas dessas características.

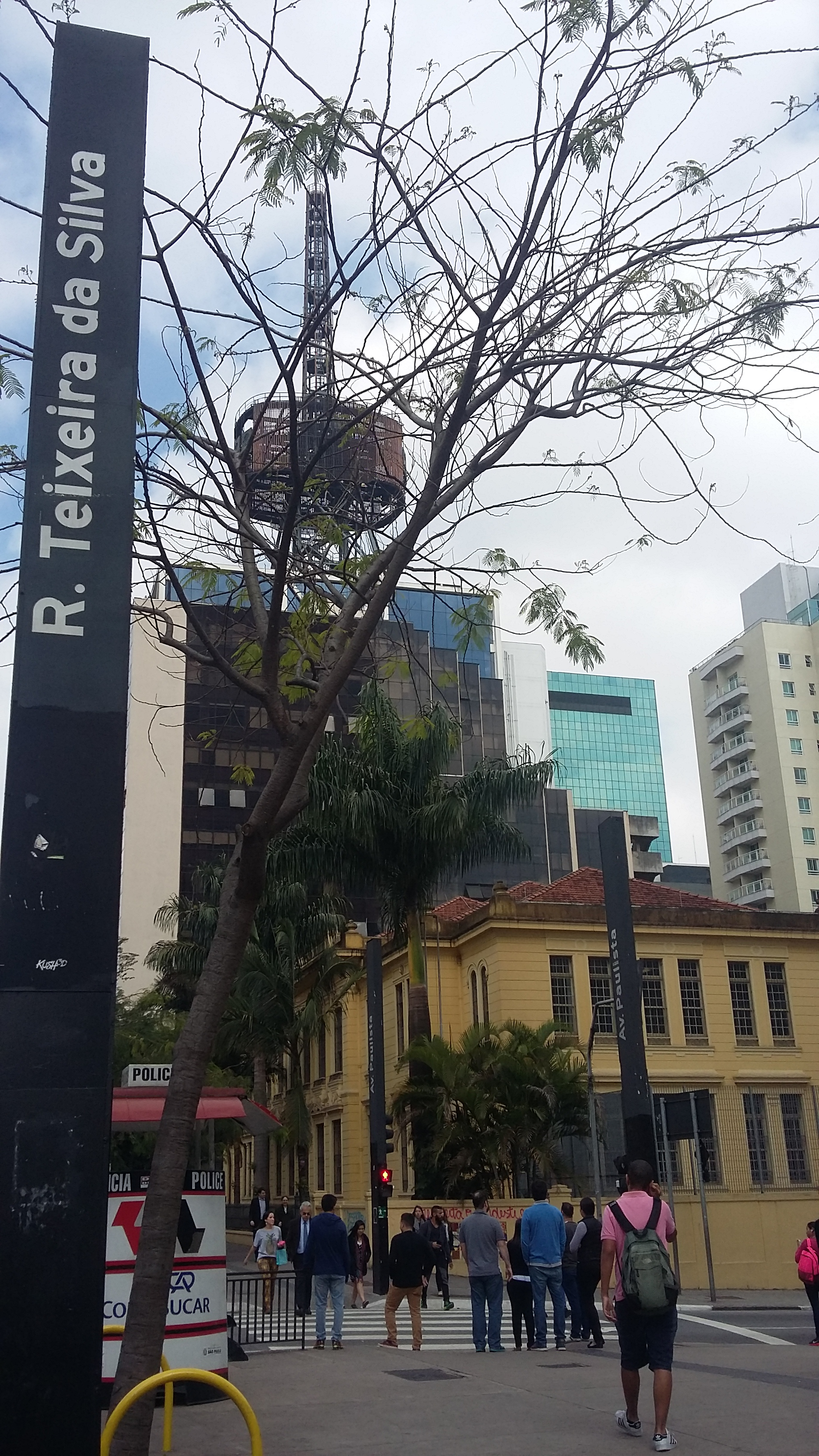
Escola Estadual Rodrigues Alves.

Outro fator histórico importante foi o monopólio da instrução educacional pública no Brasil, a qual esteve sob o domínio dos jesuítas desde que desembarcaram no país e iniciaram o processo de catequização, mas também instruíam a elite colonial brasileira para conseguirem fazer o ensino superior em Portugal. Começava assim o padrão cultural europeu no âmbito da educação.
Além desse fator, a vinda da família real para o Brasil em 1808 trouxe novos cursos profissionais, dando destaque, assim, para o ensino superior em detrimento do ensino fundamental, o qual, durante o período imperial, tornou-se progressivamente precário. Os problemas eram os mesmos de hoje: entre eles, o número insuficientes de professores e professores mal pagos. Nessa época, as escolas particulares já ganhavam destaque no ensino, chamado, elementar.
De acordo com os documentos do processo de tombamento histórico, as escolas eram um espaço, então,
“(...) de formação da elite local e de reforço da dominação. Atendendo a isso, tínhamos um caráter aristocrático, calcado em padrões europeus, divorciado da realidade imediata de uma país com uma economia agrário-exportadora fundada num esquema escravista de produção”.
Foi no fim do século XIX e começo do século XX que esse quadro começou a mudar, a partir dos novos contextos mundiais: Primeira Guerra Mundial, Fim da Primeira República, migrações europeias. Esse conjunto de acontecimentos levou à necessidade de pensar um programa de educação no país. Ainda de acordo com os documentos do processo de tombamento histórico do CONDEPHAAT, “já em 1874, no Programa do Partido Republicano, defende-se a instrução primária obrigatória, universal e gratuita”. Aqui a educação seguia um ideário liberal, colocada como um fator de progresso individual e coletivo.
Sendo assim, pensou-se um programa escolar no sentido de ampliar a instrução pela intervenção do Estado, e também no sentido de atender a população que agora residia nos casarões, seja com hospitais ou com escolas. O decreto nº 248, que criou e regulamentou o modelo de grupo escolar, vem nesse sentido.
As obras refletem a ideologia dominante e o contexto de cada época. Seguindo essa lógica, as casas da Avenida Paulista que continham ares neoclássicos e europeus foram sendo gradativamente demolidas para darem lugares a prédios espelhados, o que também é uma influência de países do hemisfério norte, onde o espelho tem a função de reter o calor, principalmente em estações frias do ano. Das diversas demolições, o prédio da Escola Rodrigues Alves é um dos poucos, junto com a Casa das Rosas, que se mantém inteiro até os dias atuais, seja pelo processo de tombamento ou por ter sido construído com fins institucionais.

## Arquitetura

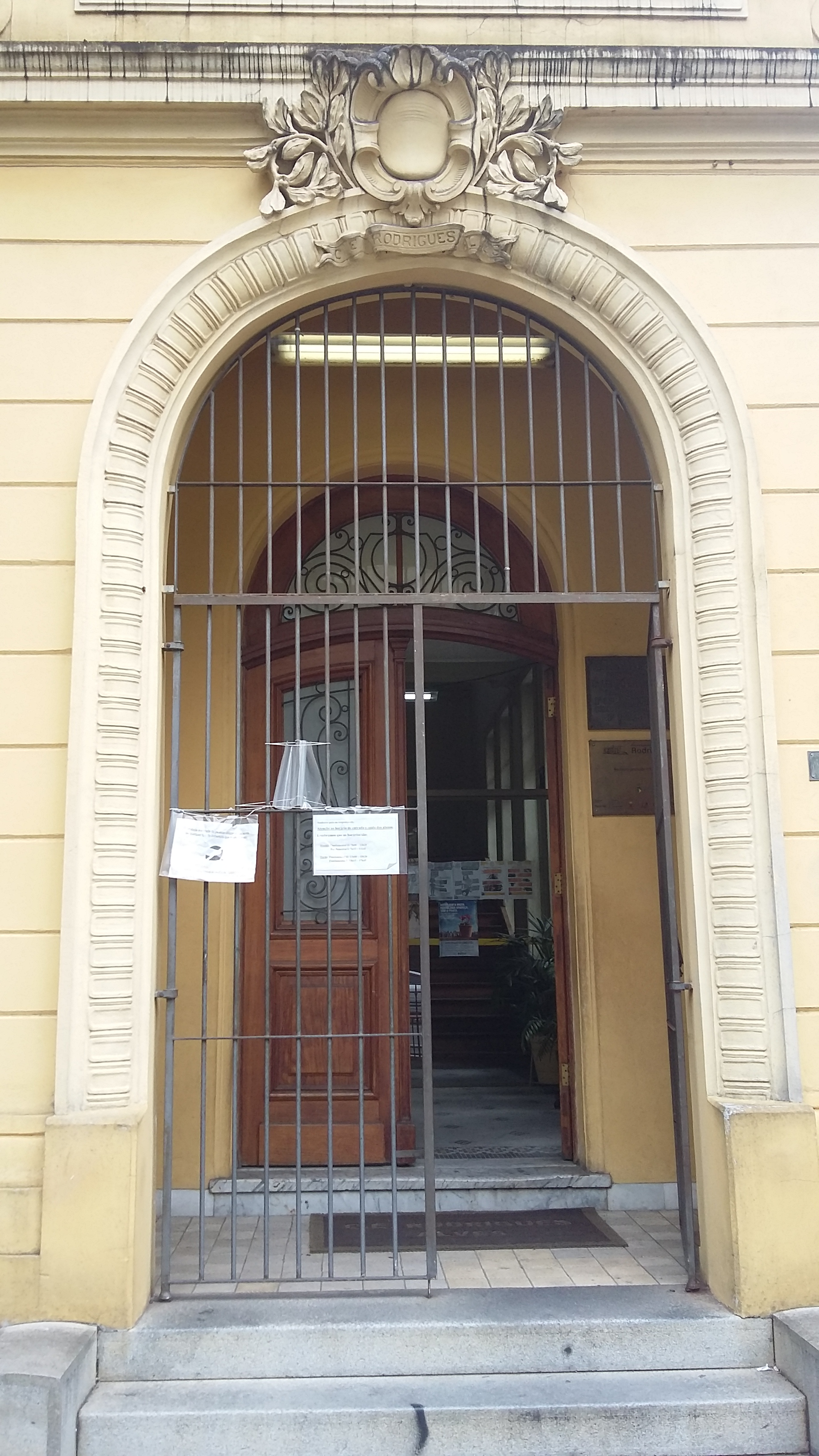
Entrada da Escola Estadual Rodrigues Alves com arco.

Com a vinda da família real para a colônia em 1808, inicia-se uma nova fase na arquitetura brasileira. Assim, também da Europa vieram as influências para a arquitetura do neoclassicismo em sua segunda fase, cuja notoriedade se dá no Brasil com a Missão Artística Francesa, que fundou no Rio de Janeiro a Escola de Artes e Ofícios, posteriormente conhecida como Academia Imperial de Belas Artes. Junto com a família real, a Missão Artística Francesa e o neoclassicismo, vieram artistas como Jean-Baptiste Debret, pintor, desenhista e professor francês que morou no Brasil durante quinze anos. A primeira fase é caracterizada por seguir as leis da proporcionalidade, clareza, razão, disciplina e equilíbrio.
No prédio da Escola Estadual Rodrigues Alves podemos encontrar então vestígios da arquitetura neoclássica urbana. A parede pintada com a cor amarela está dentro das características do neoclassicismo. A entrada com a porta em formato de arco pleno, a parede frontal com detalhes salientes e a presença de vidro coloridos em algumas partes do prédio também fazem parte desse arranjo neoclássico. 
Mas é no ecletismo arquitetônico que o prédio encontra suas raízes. De acordo com os documentos do processo de tombamento, “foi o neoclássico popularizado como reflexo das lições dos arquitetos dos nos primeiros anos da Escola Nacional de Belas Artes (...). Foi o neoclássico tentado com a mão de obra imigrante em São Paulo antes mesmo do surgimento de obras significativas”. Ornamentação profusa, platibanda decorada, pinhas, compoteiras, janelas em arco, medalhões, rustificação perfazem a linguagem eclética em busca do neoclassicismo. Também perfazem a busca pelo antigo espírito clássico, a harmonia entre as partes justapostas, a composição arquitetônica a partir de regras, a proporcionalidade, o volume definido, a simetria, o frontão triangular com o tímpano decorado, a platibanda lisa, ornamentada ou vazada, pilastras retangulares, e a combinação entre arcos e colunas.
Por fim, como já dito, incluiu a nova concepção de espaço urbano da Europa, com áreas largas, com aberturas para aeração e ordenação de plantas. Sendo assim, as oligarquias cafeeiras, agora com suas construções e o próprio Estado construindo escolas, hospitais e afins nessa mesma lógica, a cidade de São Paulo ganhava regiões com ares de bulevares europeus. 
Uma obra com traços parecidos e que também seguiu em suas construções as mesmas influências do neoclassicismo é a Santa Casa de Misericórdia do Rio de Janeiro idealizada por José Domingos Monteiro, um arquiteto português, ou então o Teatro de Santa Isabel, situado na Praça da República, em Recife, Pernambuco. O Grupo Escolar Pedro II, em Perdizes, o Grupo Escolar Marechal Deodoro, no Bom Retiro e o Grupo Escolar Marechal Floriano, na Vila Mariana, além de terem a mesma planta da Escola Estadual Rodrigues Alves, todas foram inauguradas na mesma data.

## Tombamento
O edifício da Escola Estadual Rodrigues Alves foi tombado através da Resolução CONPRESP 05/91, do Conselho Municipal de Preservação do Patrimônio Histórico, Cultural e Ambiental da Cidade de São Paulo, sem mudanças nos documentos e estudos originais. Por meio desse processo, a municipalidade paulistana autenticou os tombamentos feitos pelo CONDEPHAAT. Sendo assim, o processo de tombamento do prédio da Escola Estadual Rodrigues Alves foi realizado CONDEPHAAT, o Conselho de Defesa do Patrimônio Histórico, Arqueológico, Artístico e Turístico, um órgão da Secretaria da Cultura do Estado de São Paulo, e terminou no dia 9 de junho de 1982, registrado pelo número 22106.
No documento com os registros do processo de tombamento está escrito que “qualquer intervenção em termos de modificação, reforma ou destruição, deverá ser precedida de autorização do CONDEPHAAT”. Sendo assim, qualquer modificação no prédio só pode acontecer, desde 1982 com autorização do CONDEPHAAT. Atualmente, o estado é considerado satisfatório pelo órgão.
De acordo com os documentos de tombamento, o estudo do processo envolveu necessariamente três vertentes de estudo: por ser uma escola pública, implicou nos estudos das condições econômico-sociais da política educacional que deu nascente à escola. Também procurou-se entender o edifício de acordo com os outros edifícios de outras escolas públicas construídas na mesma época. Além da relação do prédio com o espaço urbano ao redor. 
Como produto disso se chegou a três pontos de estudo: o panorama geral do ensino público em São Paulo da Primeira República, o ensino elementar no Brasil e sua disseminação, desde os jesuítas à República, e os grupos escolares. Todos já pontuados acima.
Por fim, o edifício foi tombado como patrimônio histórico por apresentar relevância histórica e arquitetônica. De acordo com os documentos disponibilizados pelo CONDEPHAAT, “a importância do Grupo Escolar Rodrigues Alves na história do Estado de São Paulo é inegável. Sendo um dos poucos remanescentes da Primeira Fase da Avenida Paulista, implantando ao lado das residências de cafeicultores enriquecidos, é ainda exemplo marcante das construções escolares do início da implantação da rede oficial de ensino estadual. Nesse sentido, sua preservação mais do que plenamente justificável é necessária”.

## Galeria

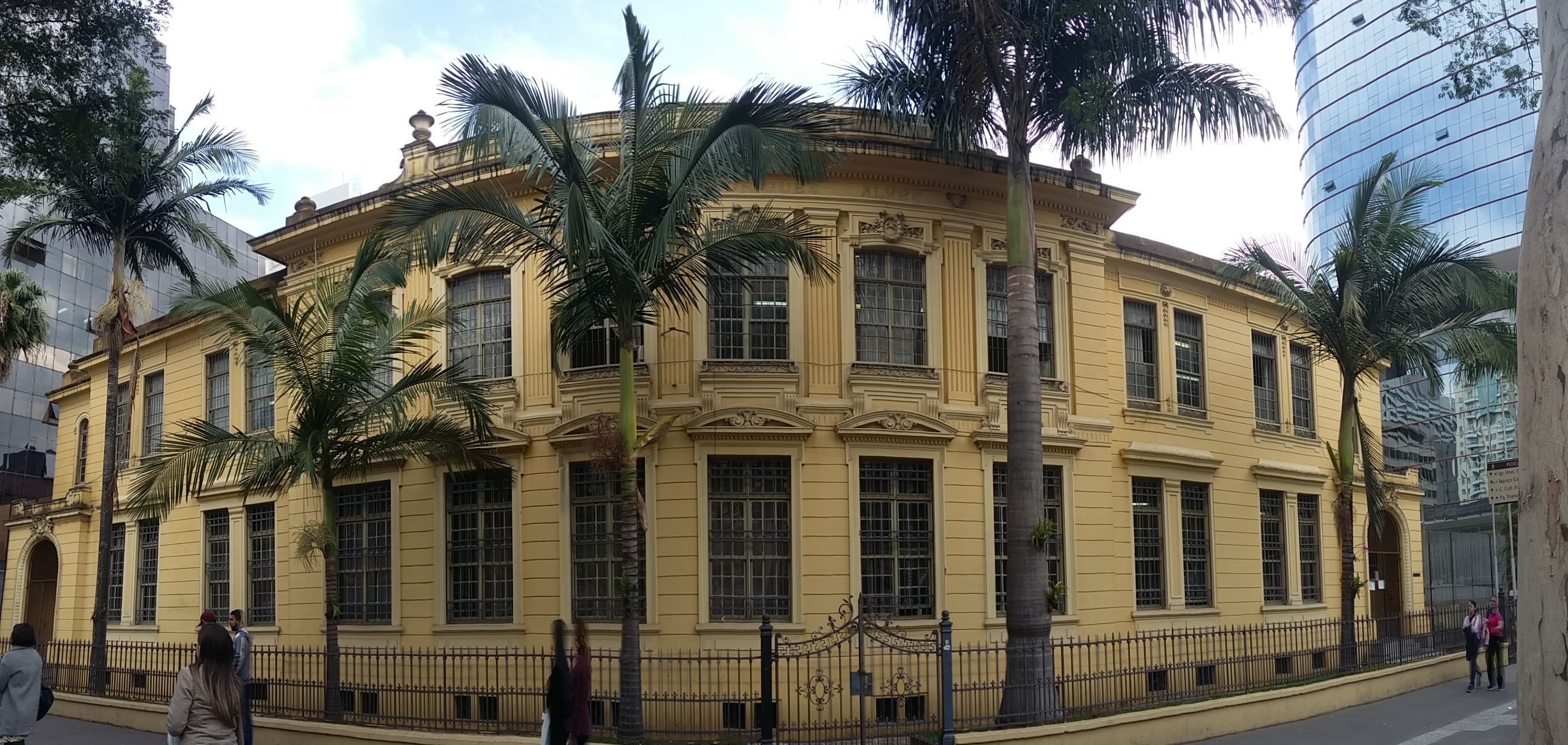
Fachada da Escola Estadual Rodrigues Alves, em São Paulo (SP), Brasil.
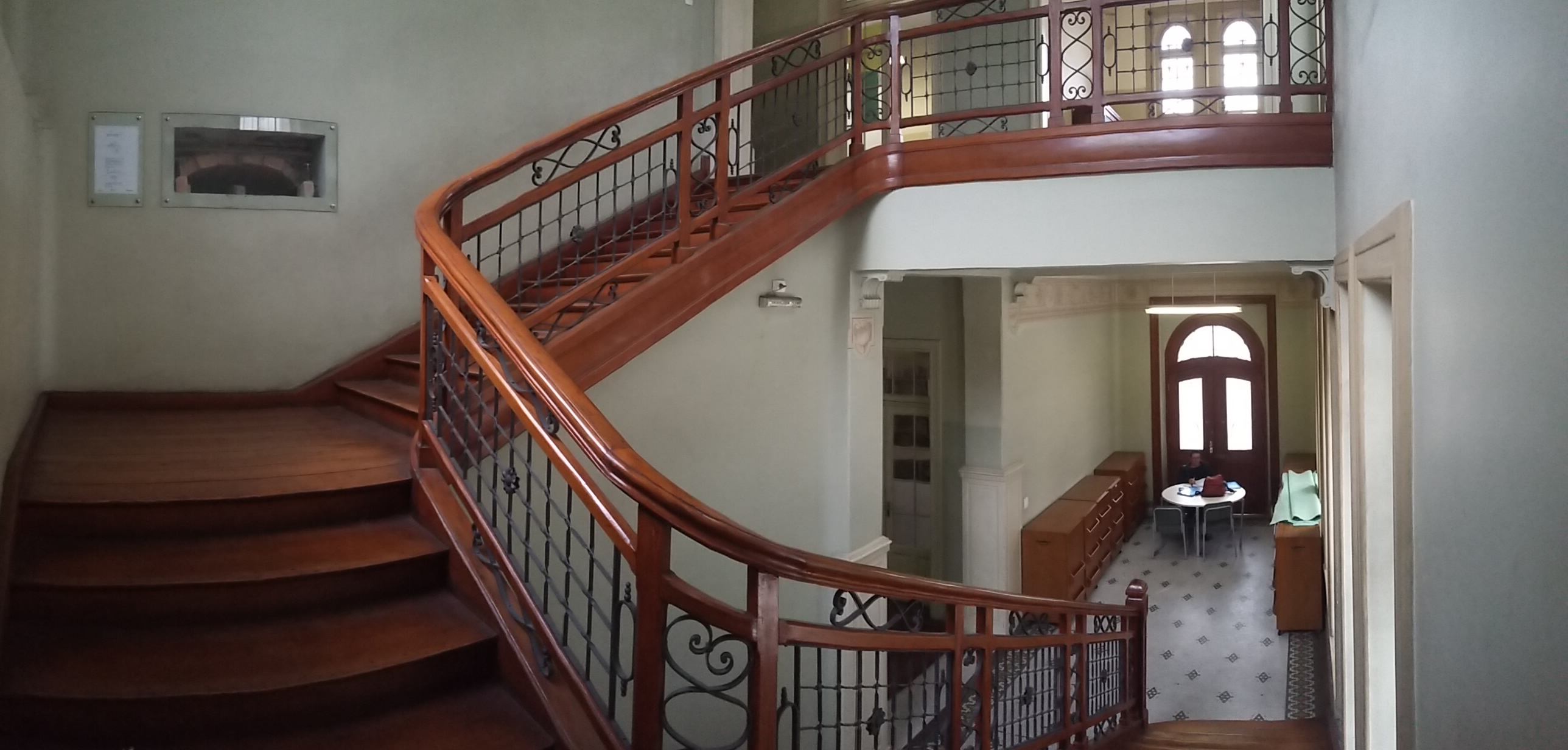
Escada esquerda da Escola Estadual Rodrigues Alves, em São Paulo (SP), Brasil.
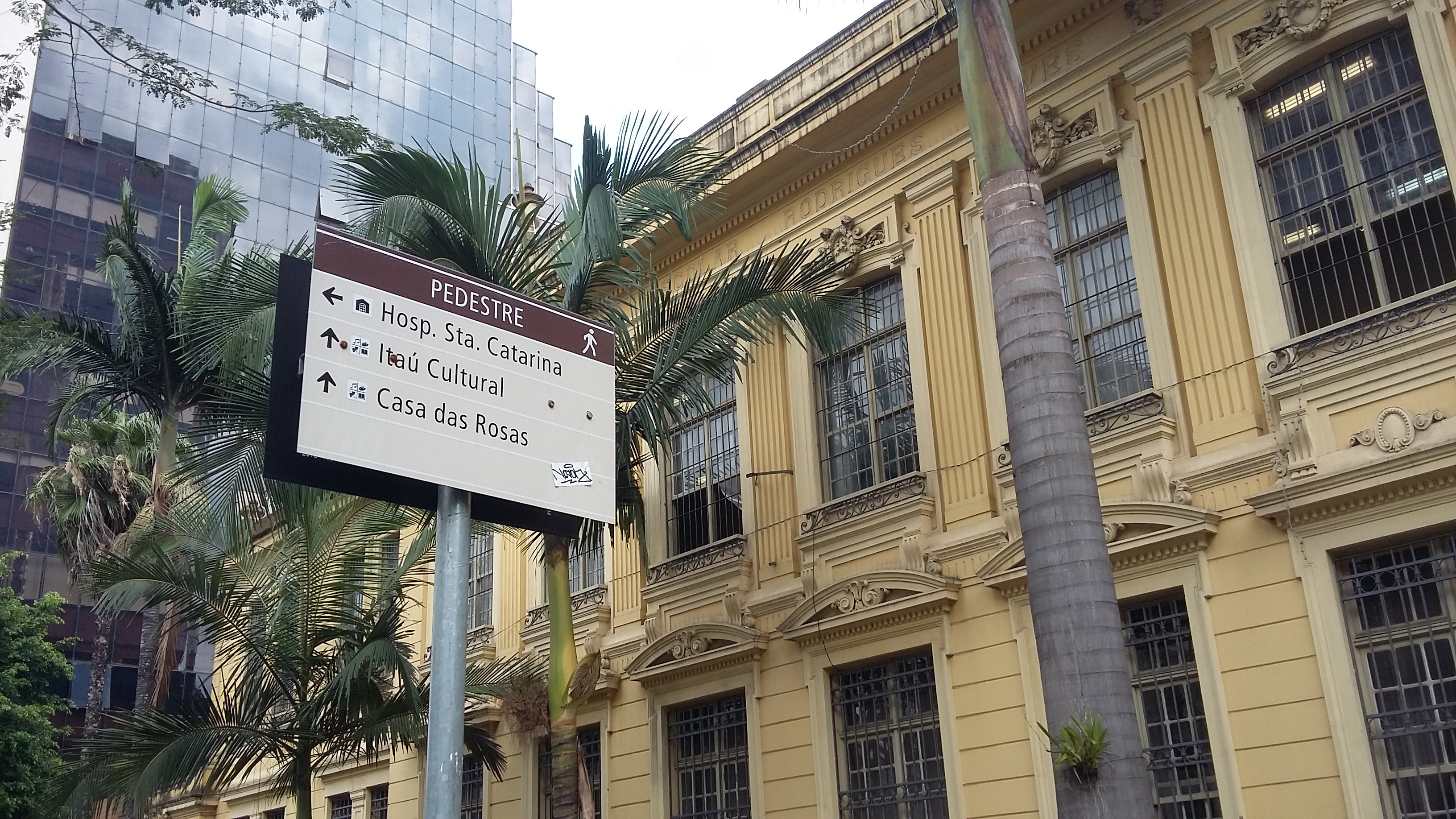
Fachada da Escola Estadual Rodrigues Alves, em São Paulo (SP), Brasil.
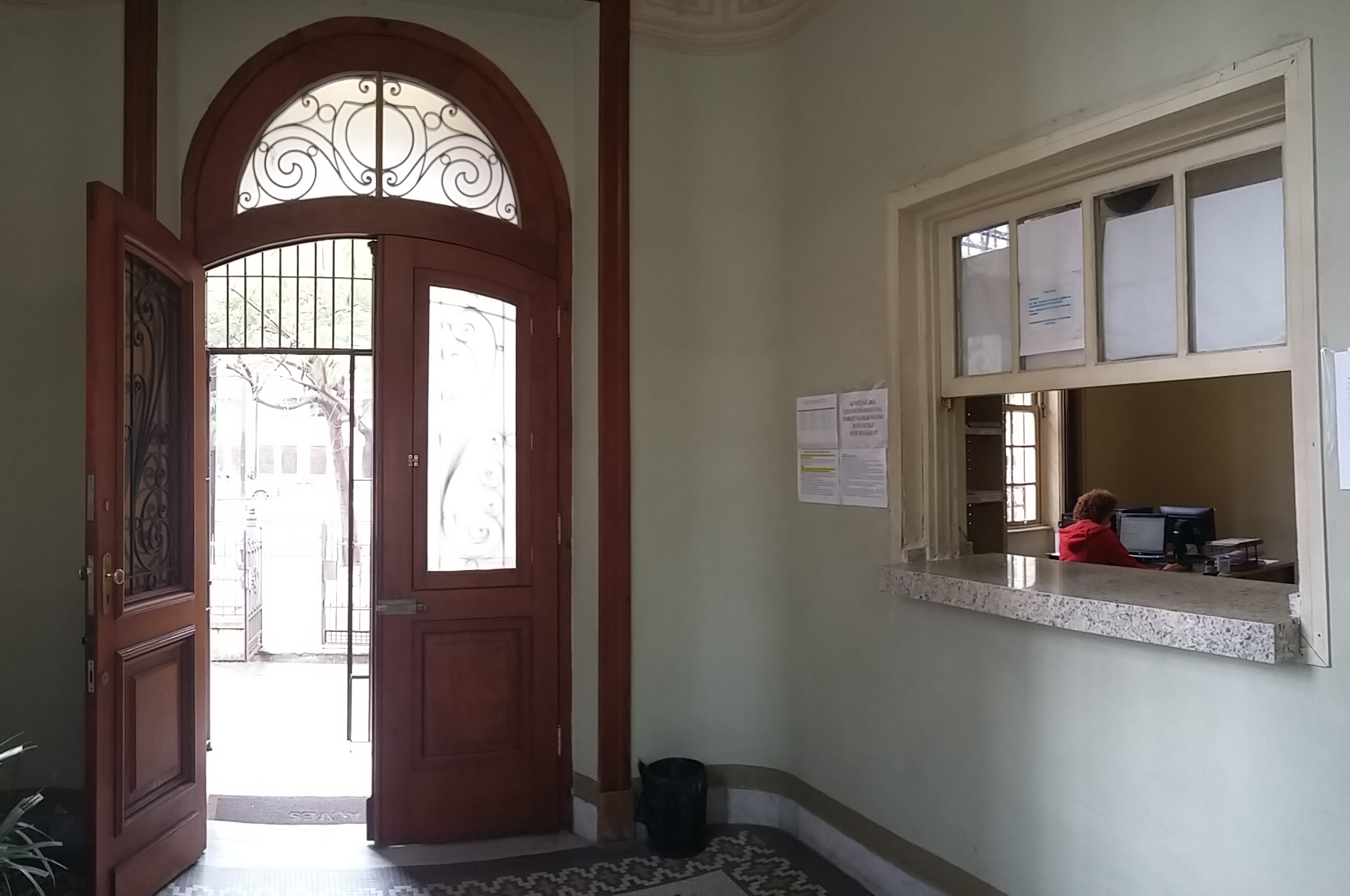
Entrada da Escola Estadual Rodrigues Alves, em São Paulo (SP), Brasil.
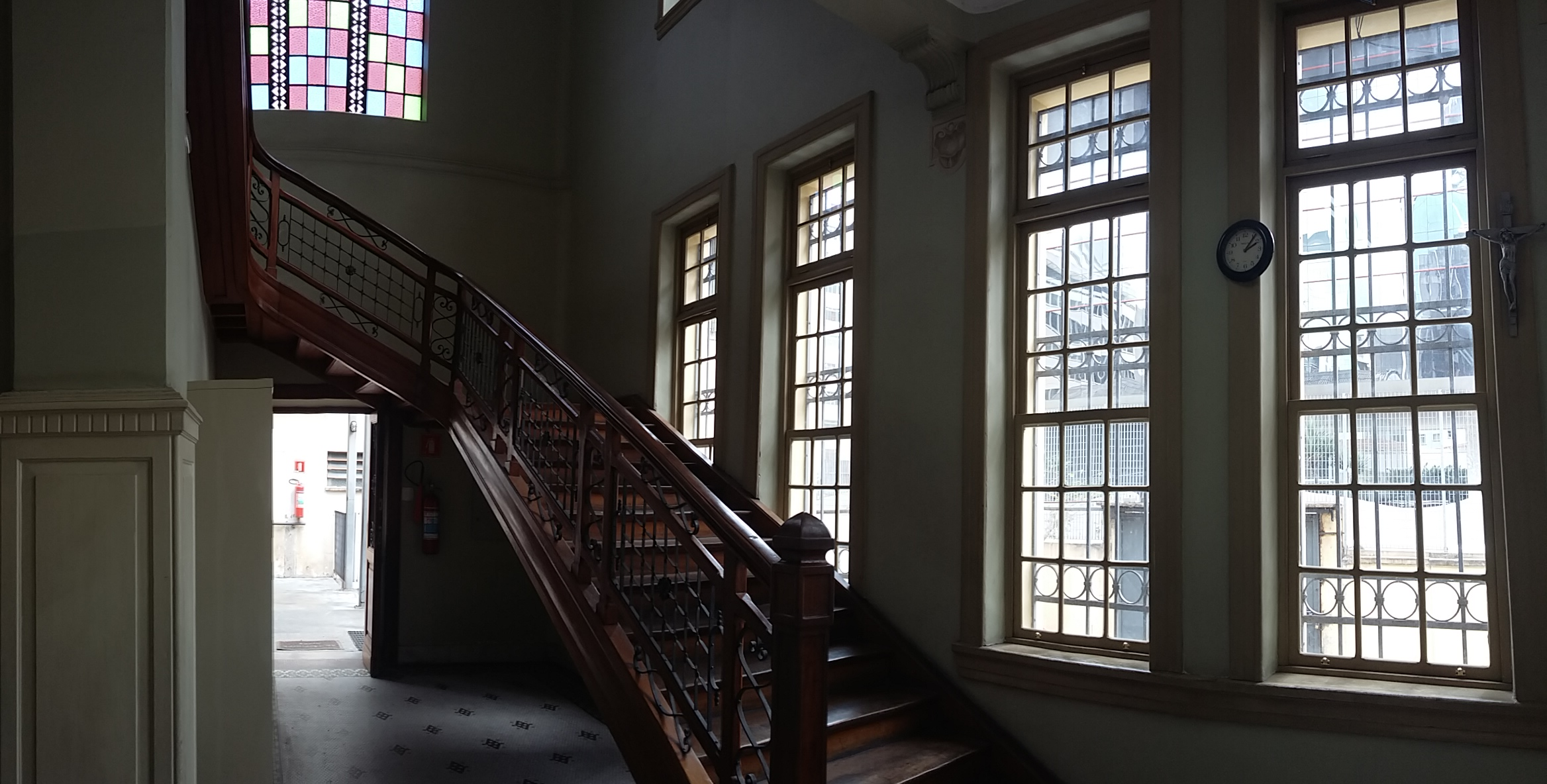
Escada direita da Escola Estadual Rodrigues Alves, em São Paulo (SP), Brasil.
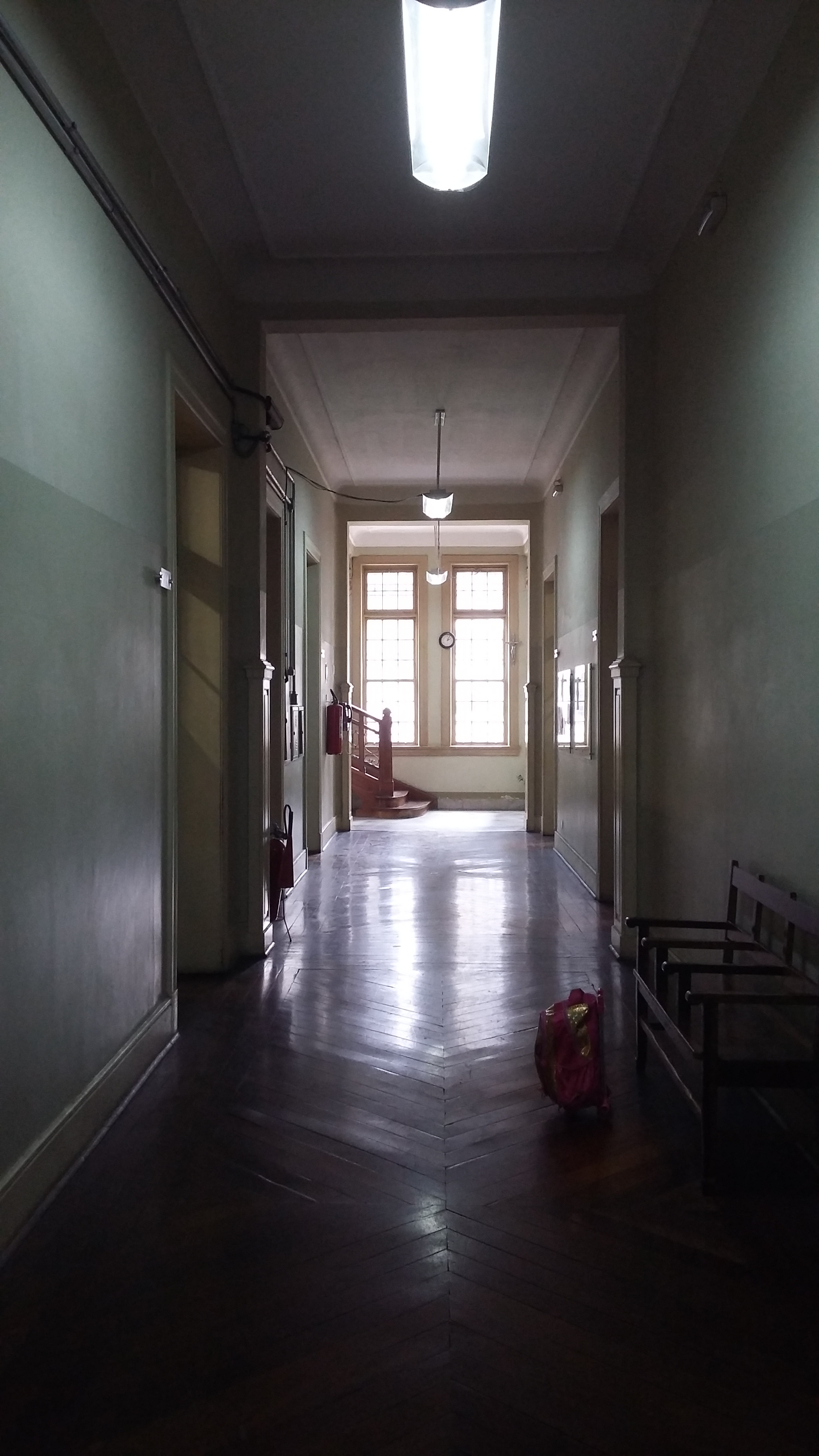
Corredor da Escola Estadual Rodrigues Alves, em São Paulo (SP), Brasil.
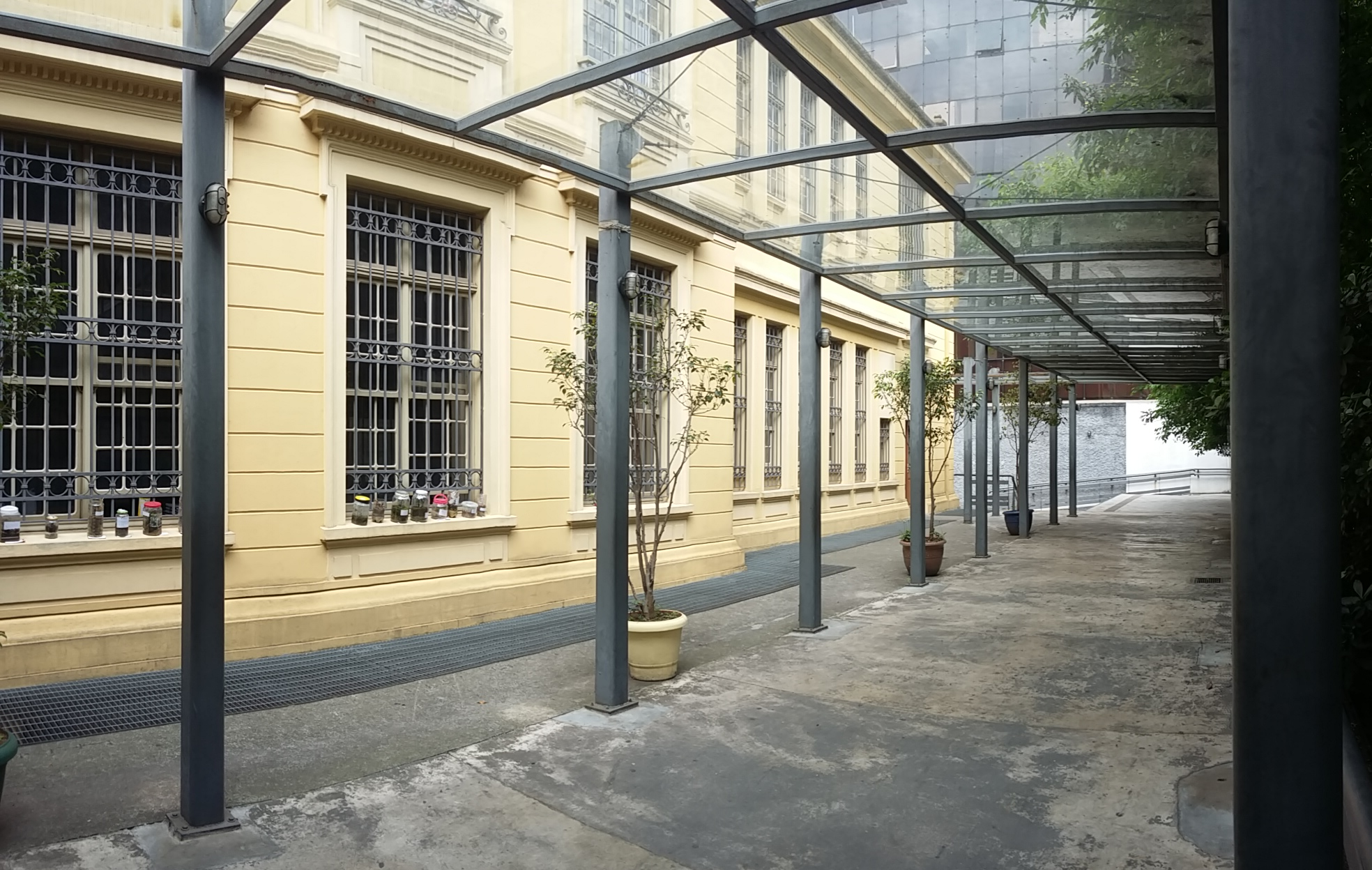
Área externa da Escola Estadual Rodrigues Alves, em São Paulo (SP), Brasil.